# Jinfeng, Jiulongpo
Jinfeng (kinesiska: 金凤) är en köping i sydvästra Kina. Den ligger i stadsdistriktet Jiulongpo i storstadsområdet Chongqing, omkring 25 kilometer väster om det centrala stadsdistriktet Yuzhong. Antalet invånare är 16 305. Befolkningen består av 7 921 kvinnor och 8 384 män. Barn under 15 år utgör 12,0 %, vuxna 15-64 år 73 %, och äldre över 65 år 14,0 %.